# Vinaneih-faruhuraa
Vinaneih-faruhuraa is een van de onbewoonde eilanden van het Baa-atol behorende tot de Maldiven.